# Rogówek (Wołów)
Pour les articles homonymes, voir Rogówek.
Rogówek est une localité polonaise de la gmina de Wińsko, située dans le powiat de Wołów en voïvodie de Basse-Silésie.